# THEプレゼンター
『THEプレゼンター』（ザ・プレゼンター）は、1992年10月25日から1996年3月17日までTBS系列局が編成していたTBS製作の単発特別番組枠である。編成時間は毎週日曜 19:30 - 20:54 （日本標準時）。

## 概要
1992年9月まで火曜21:00枠で放送されていた『ギミア・ぶれいく』の特集コーナー「ギミア・ぶれいくスペシャル」だけをスピンオフした単発バラエティ番組枠である。TBSの日曜19:30枠に単発特番枠が組まれるのは、1985年の『GOGOサンデー』以来7年半ぶりである。
『ギミア・ぶれいく』の視聴率はそれほど悪くなかったものの、当時のTBS社長・磯崎洋三の「ツルの一声」によって企画された平日19時台のバラエティ番組ゾーン『ムーブ』の枠確保のため、『ギミア・ぶれいく』をはじめとするTBSのゴールデンタイム・プライムタイムの番組は一部を除いて打ち切りになった。その際に、『ギミア・ぶれいく』の企画者・スーパーバイザーである大橋巨泉が磯崎に番組存続を求める直談判を起こし、『ギミア・ぶれいく』の放送企画ならびに番組を視聴者に提供する役割の「プレゼンター」がいる設定を引き継ぐ枠として本枠が企画された。下記のプレゼンター・担当企画一覧の太字企画は、『ギミア・ぶれいく』からの継承企画である。
本枠の終了後には後継となる枠や番組がしばらく現れなかったが、12年半後の2008年10月に火曜20:00枠でスタートした『バラエティーニュース キミハ・ブレイク』によって踏襲・リメークされた。 
1993年12月26日の『ザ・ベストテン同窓会』など改編期・年末年始の特別番組、本枠や直前の『さんまのからくりTV』を差し替える『TBS系のナイター中継』（当時の番組名は『BANG BANG BASEBALL』）などのスポーツ中継、国政選挙の開票特番『JNN票決ライブ』といったその他の特番は当番組扱いはされない。

## プレゼンター・担当企画
- 大橋巨泉
  - いたずらウォッチングクイズ
  - 抗議一切受け付けません!! - 上岡龍太郎、島田紳助と連名でプレゼンターを務めた。
- 愛川欽也
  - 1億2000万人クイズ・テレビの覇者
- 石坂浩二
  - 史上最強のクイズ王決定戦（草野仁と共同）
  - 他多数
- 上岡龍太郎
  - 超難解推理クイズ 頭脳警察
  - 史上最強のクイズ王決定戦ライブ
- 関口宏
  - 関口宏の奇跡はこうして起こった
  - 「関口宏のそして今スペシャル」(1992年12月6日[1]、世界戦史上初の女性将校捕虜となった米陸軍コーナム少佐が出演[2])
- 三宅裕司
  - 大家族スペシャル
  - 史上最大のドミノ倒し
  - 中崎タツヤアニメスペシャル（中崎タツヤ スーパーギャグシアター） - 『じみへん』などのアニメ化企画。三宅率いるスーパーエキセントリックシアターが声優を務めた。
- 福留功男
  - プロ野球などのスポーツを中心とするドキュメント企画の司会を務めた。
- 山本文郎（当時TBS嘱託アナウンサー）
  - ニュースを止めるな！放送局・緊張の48時間（1994年10月30日） - 1994年10月、当時のテレビ局舎からTBS放送センター（ビッグハット）へ引っ越すTBS報道局やGスタジオの様子を捉えたドキュメント。
- ミッキーマウス（アシスタントプレゼンター渡辺徹、渡辺真理）
  - ミッキーが贈る 魔法と夢のクリスマス[3]
- 木村拓哉（当時：SMAP）
- 糸井重里
  - 徳川埋蔵金　大発掘
  - 世界釣り紀行
- 板東英二 (アシスタントプレゼンター渡辺正行、渡辺真理）
  - テレビ公開裁判1億3000万人の陪審員!!
- 山城新伍
  - 教養ドキュメント企画などの司会を務めた。
- 神田正輝
- 神田利則
  - 神田正輝の30日間30万円世界一周の旅
- 名高達男
  - 名高達男の海外リポートシリーズ
- 島田紳助
- 和田アキ子
- 大鶴義丹
  - 未確認生物海外リポート
- 天宮良
  - 未確認生物海外リポート

## スタッフ
- 構成：恒川省三
- ディレクター：石井康晴、那須田淳
- 演出：阿部龍二郎、吉橋隆雄
- 美術プロデューサー：西川光三
- タイトル：白組
- プロデューサー：三角英一、笠原啓、松田幸雄
- 製作著作：TBS

## ネット局
- 東京放送（現在：TBS、首都圏1都6県）：制作局。
- 北海道放送(北海道）
- 青森テレビ（青森県）
- IBC岩手放送（岩手県）
- 東北放送（宮城県）
- テレビユー山形（山形県）
- テレビユー福島（福島県）
- テレビ山梨（山梨県）
- 新潟放送（新潟県）
- 信越放送（長野県）
- 静岡放送（静岡県）
- 中部日本放送（現在：CBC、愛知県・岐阜県・三重県）
- チューリップテレビ（富山県）
- 北陸放送（石川県）
- 毎日放送（近畿2府4県）
- 山陰放送（鳥取県・島根県）
- 山陽放送（現在：RSK山陽放送、岡山県・香川県）
- 中国放送（広島県）
- テレビ山口（山口県）
- 伊予テレビ（現在：あいテレビ、愛媛県）
- テレビ高知（高知県）
- RKB毎日放送（福岡県）
- 長崎放送（長崎県）
- 熊本放送（熊本県）
- 大分放送（大分県）
- 宮崎放送（宮崎県）
- 南日本放送（鹿児島県）
- 琉球放送（沖縄県）